# Día de la Reconciliación
El Día de la reconciliación (inglés: Day of Reconciliation; afrikáans: Versoeningsdag) es un día festivo en la república de Sudáfrica. Se celebra el 16 de diciembre de cada año con el propósito de fomentar la reconciliación y la unidad nacional, y en reconocimiento del significado de esa fecha para la población afrikáner y la lucha contra la opresión por parte de la comunidad negra. En 1995 sustituyó al Día del Juramento, celebrado exclusivamente por la comunidad afrikáner.

## Historia
A mediados de la década de los años 1830, se inició en el África austral la gran migración, conocida como el Gran Trek, en la que pioneros —mejor conocidos como voortrekkers— decidieron escapar del control británico en la Colonia del Cabo. Ellos tomaron rumbo al este del territorio decididos a buscar su libertad e independencia. Sin embargo, los colonizadores debieron desplazarse a través del terreno agreste, y además enfrentaron la oposición de los pueblos nativos que hallaron a su paso.
Para el año 1838, una partida de colonizadores al mando de Piet Retief cruzó las montañas Drakensberg y decidieron asentarse en un fértil lugar que se encontraba bajo el dominio del jefe zulú Dingane. El 6 de febrero de ese año, Retief y 67 acompañantes sostuvieron un encuentro amistoso con los nativos tras firmar un supuesto acuerdo de cesión de tierras para los europeos. Ellos se presentaron desarmados siguiendo el protocolo de los zulú, y en cierto momento Dingane ordenó a sus huestes que sometieran a los visitantes y posteriormente decidió su ejecución en la colina Kwa Matiwane (KwaZulu-Natal). Se presume que la decisión habría sido tomada por Dingane en respuesta a una emboscada que habían estado preparando los voortrekkers.
A partir de entonces el jefe zulú montó una ofensiva sobre los colonizadores de Puerto Natal, quienes inicialmente no estaban enterados de la masacre. De hecho, los zulú arrasaron con ese asentamiento. Tras esta derrota, arribó al territorio Andries Pretorius quien organizó a las milicias de los voortrekkers. El día 9 de diciembre, Pretorius y sus seguidores juraron ante Dios que, de salir victoriosos en la campaña, construirían un templo en su honor y honrarían en los años venideros el día del triunfo. Fue el 16 de diciembre que las fuerzas de los zulú al mando de Dambuza (Nzobo) y Ndlela kaSompisi, y los voortrekkers bajo las órdenes de Pretorius, se enfrentaron cerca del río Ncome en la batalla del Río Sangriento que dejó un saldo de más de 3000 muertos por los nativos y únicamente tres colonizadores heridos.
Esta efemérides fortaleció el nacionalismo, cultura e identidad de los afrikáneres, y pasaría a ser conocida como el «Día de Dingane» (Dingane's Day). En 1864 se convirtió en una celebración eclesiástica en la Colonia de Natal y en 1894 el Estado Libre de Orange la proclamó como un día festivo. Esto fue ratificado en 1910 ya durante el gobierno de la Unión Sudafricana. Para 1952 se cambió el nombre por el «Día del Pacto» (Day of the Covenant), y para 1980 se transformó en el «Día del Juramento» (Day of the Vow), en el que las actividades populares estaban prohibidas.
Sin embargo, desde el inicio del siglo XX Sudáfrica se había convertido en escenario de conflictos raciales con demostraciones en contra del dominio de la minoría blanca. Ese mismo 16 de diciembre se eligió en varias ocasiones para expresar el descontento de quienes se sentían discriminados por el sistema político; por ejemplo, en 1929 miembros del Partido Comunista Sudafricano se expresaron en contra de los salvoconductos que debían portar por fuerza los individuos no blancos. Para diciembre de 1934 se realizaron protestas en contra de la Ley de Áreas Urbanas, y del 15 al 18 del mismo mes, en 1935, tuvo lugar una convención panafricana en protesta de las políticas del primer ministro Barry Hertzog.
Para 1961, los grupos étnicos se encontraban más organizados, pero en contraposición tenían que luchar contra el sistema legal de segregación conocido como apartheid. La convulsión política y social derivó en la lucha armada y, en franco desafío contra el día que significaba para los afrikáneres la victoria sobre la población negra, el 16 de diciembre se reveló la existencia de Umkhonto we Sizwe (La lanza de la nación), brazo armado del Congreso Nacional Africano.
A principios de la década de 1990, el sistema legal de apartheid fue desapareciendo y, en abril de 1994, se llevaron a cabo las elecciones generales celebradas con el sufragio universal, que fueron ganadas por el Congreso Nacional Africano. El abogado de origen xhosa Nelson Mandela asumió como presidente de la nación el 10 de mayo. El 7 de diciembre, el presidente aprobó la Ley de Festividades Públicas que entró en efecto a partir del 1 de enero de 1995, en la que se establecía el nuevo nombre para la festividad del 16 de diciembre como el «Día de la Reconciliación» (Day of Reconciliation). El denominado Gobierno de Unidad Nacional tenía como objetivo lograr la reconciliación de las diferentes etnias para construir una nueva nación, y fomentar la armonía y la unidad.
En el marco de la democracia, la celebración del 16 de diciembre como día festivo también pretende el reconocimiento del significado trascendental para la comunidad afrikáner, así como la lucha contra la opresión por parte de la población negra. Diferentes actividades culturales y servicios religiosos se llevan a cabo a lo largo de la jornada en las principales ciudades del país.